# Брюно Дюмон
Брюно Дюмон (фр. Bruno Dumont, 14 березня 1958, Баєль, департамент Нор) — французький кінорежисер та сценарист.

## Життєпис
Викладав філософію. З 1986 знімав рекламні ролики. 1993 року дебютував короткометражним фільмом «Париж (Париж)». Загалом зняв 7 повнометражних фільмів. Фільм Брюно «Каміла Клодель, 1915» увійшов до основної конкурсної програми Берлінале 2013 року.

## Творчість
У більшості ролей Дюмон знімає непрофесіоналів. Серед кінорежисерів, які вплинули на нього, він називає Роберто Росселліні, Мікеланджело Антоніоні, П'єр Паоло Пазоліні, Інгмара Бергмана, Робера Брессона, Віма Вендерса, Аббаса Кіаростамі.

## Фільмографія
- 1993 — Париж (Париж) / Paris (Paris) , короткометражний.
- 1994 — Марі і Фредді / Marie et Freddy, короткометражний.
- 1997 — Життя Ісуса / La Vie de Jésus (премія Жана Віго, Європейська кінопремія «Відкриття року», премія Британського кіноінституту, премія ФІПРЕССІ МКФ в Чикаго, премія міжнародного журі МКФ в Сан-Паулу, спеціальна відзнака Канського МКФ в номінації «Золота камера», номінація на премію «Сезар» за найкращий дебютний фільм)
- 1999 — 1999: Людяність / L'Humanité (номінація на «Золоту пальмову гілку» Канського МКФ 1999, Велика премія журі Каннського МКФ)
- 2003 — Двадцять дев'ять пальм / Twentynine Palms (номінація на «Золотого лева» 60-го Венеціанського МКФ, номінація на найкращий фільм МКФ у Сіджес)
- 2006 — Фландрія / Flandres (номінація на «Золоту пальмову гілку» Канського МКФ, Велика премія журі Каннського МКФ 2006, спеціальний диплом журі Єреванського МКФ 2007 за найкращий фільм)
- 2009 — Хадевійк / Hadewijch
- 2011 — За межами Сатани / Hors Satan
- 2013 — Каміла Клодель, 1915 / Camille Claudel 1915
- 2014 — Малий Кенкен / P'tit Quinquin
- 2016 — Моя краля / Ma loute (номінація на кінопремію «Сезар» 2017 року у 9-ти категоріях)[3].
- 2017 — Жаннетт: Дитинство Жанни д'Арк / Jeannette, l'enfance de Jeanne d'Arc (участь у програмі Двотижневика режисерів на 70-му Каннському міжнародному кінофестивалі[4][5])
- 2018 — Коінкоін та прибульці / Coincoin et les z'inhumains
- 2019 — Жанна / Jeanne

## Визнання
Номінант та лауреат декількох престижних премій.